# La Pobla de Farnals
La Pobla de Farnals (popularment coneguda com la Creu o la Creu del Puig) és un municipi del País Valencià situat a la comarca de l'Horta Nord.

## Geografia
Situat a la part septentrional de l'Horta de València, a mitjan camí entre el Cap i Casal i Sagunt, el relleu és totalment pla i el clima mediterrani. Al terme es conreen productes de l'horta i, a la franja costanera, a les terres de la Marjal de Rafalell i Vistabella (protegida pels ajuntaments de Massamagrell i el Puig) històricament s'ha cultivat l'arròs, si bé actualment creix una vegetació de juncs i canyes molt exuberant.

### Nuclis
- La Pobla de Farnals
- Platja de la Pobla

### Municipis limítrofs
El terme municipal limita amb els dels municipis de Massamagrell, el Puig i Rafelbunyol, tots a la comarca de l'Horta Nord.

### Accés
Per carretera, es pot accedir al poble per la CV-300 o antiga carretera nacional N-340 de Barcelona, que es convertix en carrer principal que travessa el municipi. L'eixida 5 de l'autovia V-21 està a escassos quilòmetres, al municipi del Puig. Per a arribar a la platja de la Pobla es poden prendre diferents camins locals des del nucli principal o per l'eixida 9 de la mateixa autovia V-21.
A més de l'accés per carretera, la Pobla de Farnals compta amb una estació de la Línia 3 de Metro de València, que comunica el poble amb el centre de la ciutat, l'aeroport i amb altres pobles de la comarca.

## Història
L'origen de la Pobla de Farnals sembla ser una alqueria andalusina situada en el lloc que actualment ocupa l'església parroquial, davant de la font de Caduf. Els únics vestigis dels antics pobladors són uns materials romans trobats en prospeccions subaquàtiques en la zona de la platja. Reminiscències de l'època islàmica són, a més de la font del Caduf, la Partida de Cebolla i el Camí dels Moriscos, que comunica el Barri de Moratall amb el litoral. En el Llibre de repartiment de Jaume I apareix com l'Alqueria de Fernalis,
 donada el 17 de juny del 1238 a Guillem d'Alcalà. El 28 de desembre de 1240, la donació va ser revocada i la vila va ser donada a Deusdat, Sança Damià i Pere Martí, a excepció dels forns i el molins, tant del nucli de dalt (الفوقية, al-fauquía) com el de baix (السفلية, As-siflía). Després d'eixa revocació, Guillem d'Alcalà rebé en compensació l'Alqueria de Godayla (Godella), amb perjudici d'Eiximén Sanç de Geraix.
La Pobla de Farnals i el Puig de Santa Maria formaven una baronia que va pertànyer als voltants de 1340 a Margarida Escalona, dona del Comte de Terranova, Nicolau Morató. Al morir la baronessa sense descendència, cedí les terres per a obres a la jurisdicció criminal del rei, qui va fer-ne beneficiària a València. Per altra banda, la jurisdicció civil va recaure al temps sobre la família Exarch, de la localitat veïna de Rafelbunyol, mentre que l'eclesiàstica passà a Massamagrell. En la primera meitat del segle xv el lloc apareix registrat en el llibre de veïnats de València com las Tascas del Puig, nom que rep també en el plànol d'Abraham Ortelius del segle xvi. En aquella època la població tenia unes nou cases (uns 36 habitants). És, sobretot, a partir del segle xvii que es comença a conéixer la població com a la Creu del Puig, nom que encara s'usa popularment i que és origen del gentilici creuetí.
Fins al segle xvii, la Pobla de Farnals estigué conformada per dos nuclis, en un dels quals probablement estava habitat per repobladors cristians i l'altre, pels musulmans. Així, el nucli sud (Acifilia) degué constituir la moreria; és per això que hui trobem l'actual denominació de Moratall. En 1608 va deixar de pertànyer al Puig i en 1609 s'efectua l'expulsió dels moriscos i el nucli va quedar despoblat. En 1646 en la Pobla de Farnals hi havia 24 veïns (uns 100 habitants), la mateixa xifra que l'any 1713. El segle xviii va ser un segle d'expansió, ja que l'any 1787 ja hi habitaven 629 persones i cent anys més tard 1.021. El mossèn nadiu Joaquín Ferrer sol·licità al Vaticà el trasllat de les restes de sant Fèlix a la Pobla de Farnals, el qual es va concedir en 1785, de manera que es va convertir en sant patró del poble. Per a albergar les restes del sant es construí llavors una església encara depenent de Massamagrell, beneïda el 16 d'agost de 1789. El temple creuetí fou ampliat en 1887 i en 1902 elevat a parròquia independent.
En la dècada de 1970 començà la construcció del nucli de la platja de la Pobla de Farnals, que l'any 1974 ja comptava amb port esportiu i una església. Aquesta urbanització del litoral va fer desaparèixer bona part dels aiguamolls. En 2003 ja estaven censades allí 2.015 persones, la meitat que al nucli principal.

## Demografia
| any  | habitants |
| ---- | --------- |
| 1990 | 4.865     |
| 1992 | 4.663     |
| 1994 | 5.161     |
| 1996 | 4.960     |
| 1998 | 5.191     |
| 2000 | 5.473     |
| 2002 | 5.749     |
| 2004 | 6.172     |
| 2006 | 6.473     |
| 2007 | 6.752     |
| 2008 | 7.080     |
| 2014 | 7.790     |
| 2022 | 8.368     |

## Economia
La població, tradicionalment agrícola, ha abandonat quasi per complet aquesta activitat per a dedicar-se a la indústria, però sobretot als servicis, i més concretament al turisme.
Només es dedica al sector agrícola un 6% de la població. El terme està cultivat majoritàriament amb cítrics (taronja, llima), mentre que la resta està ocupat per cultius intensius de diverses hortalisses. En concret, de les 220 ha conreades, totes de regadiu, els cítrics ocupen 190 ha, les hortalisses 27 ha i els arbres fruiters tres hectàrees. L'aigua de reg procedix de la Séquia Reial de Montcada.
La indústria ocupa quasi un miler de treballadors, repartits entre una gran empresa alimentària i altres empreses de metal·lúrgia. A més de xicotets tallers de construcció i ceràmica, entre d'altres. Segons dades de l'any 2003, la indústria i la construcció ocupaven un 23% i un 14% de la població activa, respectivament.
El gros de la població (un 57%) es dedicava en 2003 al sector terciari. La indústria hotelera, amb un fort caràcter estacional, dona feina a unes 150 persones. El sector turístic s'ha desenvolupat de forma destacada en els darrers anys, sobretot al voltant del port esportiu, on ha sorgit un vertader nucli urbà amb fisonomia similar a la de Benidorm (edificació vertical), però de dimensions menors.

## Política i govern

### Composició de la Corporació Municipal
El Ple de l'ajuntament està format per 13 regidors. En les eleccions municipals de 26 de maig de 2019 foren elegits 7 regidors del Partit Socialista del País Valencià (PSPV-PSOE), 4 del Partit Popular (PP), 1 de Compromís per la Pobla de Farnals (Compromís) i 1 de Ciutadans - Partit de la Ciutadania (Cs).
| Eleccions municipals de 26 de maig de 2019 - la Pobla de Farnals                                                                    |                                           |                                     |                                     |        |          |          |
| Candidatura | Candidatura                               | Candidatura                         | Cap de llista                       | Vots   | Vots     | Regidors |
| | Partit Socialista del País Valencià-PSOE  |                                     | Enric Palanca Torres                | 1.686  | 44,38%   | 7 (+4)   |
| | Partit Popular de la Comunitat Valenciana |                                     | Aurora Encarnación Bernet Marqués   | 979    | 25,77%   | 4 (-1)   |
| | Compromís Municipal                       |                                     | Ana Borja Royo                      | 404    | 10,63%   | 1 (-1)   |
| | Ciutadans - Partit de la Ciutadania       |                                     | María Pilar León Mínguez            | 292    | 7,69%    | 1 ()     |
| | Altres candidatures                       |                                     |                                     | 409    | 10,77%   | 0 ( -2)  |
| | Vots en blanc                             |                                     |                                     | 29     | 0,76%    |          |
| Total vots vàlids i regidors | Total vots vàlids i regidors              | Total vots vàlids i regidors        | Total vots vàlids i regidors        | 3.799  | 100 %    | 13       |
| | Vots nuls                                 | Vots nuls                           | Vots nuls                           | 38     | 0,99%    |          |
| Participació (vots vàlids més nuls)                                                                                                 | Participació (vots vàlids més nuls)       | Participació (vots vàlids més nuls) | Participació (vots vàlids més nuls) | 3.837  | 64,68%** |          |
| Abstenció | Abstenció                                 | Abstenció                           | Abstenció                           | 2.095* | 35,32%** |          |
| Total cens electoral | Total cens electoral                      | Total cens electoral                | Total cens electoral                | 5.932* | 100 %**  |          |
| Alcalde: Enric Palanca Torres (PSPV) (15/06/2019) Per majoria absoluta dels vots dels regidors (8 vots: 7 de PSPV i 1 de Compromís) |                                           |                                     |                                     |        |          |          |
| Fonts: JEC, JEZ Sagunt, M. Interior, Periòdic Ara. (* No són vots sinó electors. ** Percentatge respecte del cens electoral.)       |                                           |                                     |                                     |        |          |          |

### Alcaldes
Des de 2015 l'alcalde de la Pobla de Farnals és Enric Palanca Torres de PSPV.
| Període                       | Alcalde o alcaldessa                                    | Partit polític | Data de possessió     | Observacions        |
| ----------------------------- | ------------------------------------------------------- | -------------- | --------------------- | ------------------- |
| 1979–1983                     | José Vicente Peris Ferrer                               | PCE            | 19/04/1979            | --                  |
| 1983–1987                     | José Vicente Peris Ferrer                               | PCE-PCPV       | 28/05/1983            | --                  |
| 1987–1991                     | José Vicente Sanchis Marqués                            | PSPV-PSOE      | 30/06/1987            | --                  |
| 1991–1995                     | José Vicente Sanchis Marqués                            | PSPV-PSOE      | 15/06/1991            | --                  |
| 1995–1999                     | José Vicente Sanchis Marqués                            | PSPV-PSOE      | 17/06/1995            | --                  |
| 1999–2003                     | José Vicente Sanchis Marqués                            | PSPV-PSOE      | 03/07/1999            | --                  |
| 2003–2007                     | José Vicente Sanchis Marqués                            | PSPV-PSOE      | 14/06/2003            | --                  |
| 2007–2011                     | José Manuel Peralta González Natividad García Castellar | PP No ads.     | 16/06/2007 18/10/2008 | Moció de censura -- |
| 2011–2015                     | José Manuel Peralta González                            | PP             | 11/06/2011            | --                  |
| 2015–2019                     | Enric Palanca Torres                                    | PSPV-PSOE      | 13/06/2015            | --                  |
| 2019-2023                     | Enric Palanca Torres                                    | PSPV-PSOE      | 15/06/2019            | --                  |
| Des de 2023                   | n/d                                                     | n/d            | 17/06/2023            | --                  |
| Fonts: Generalitat Valenciana |                                                         |                |                       |                     |

## Monuments

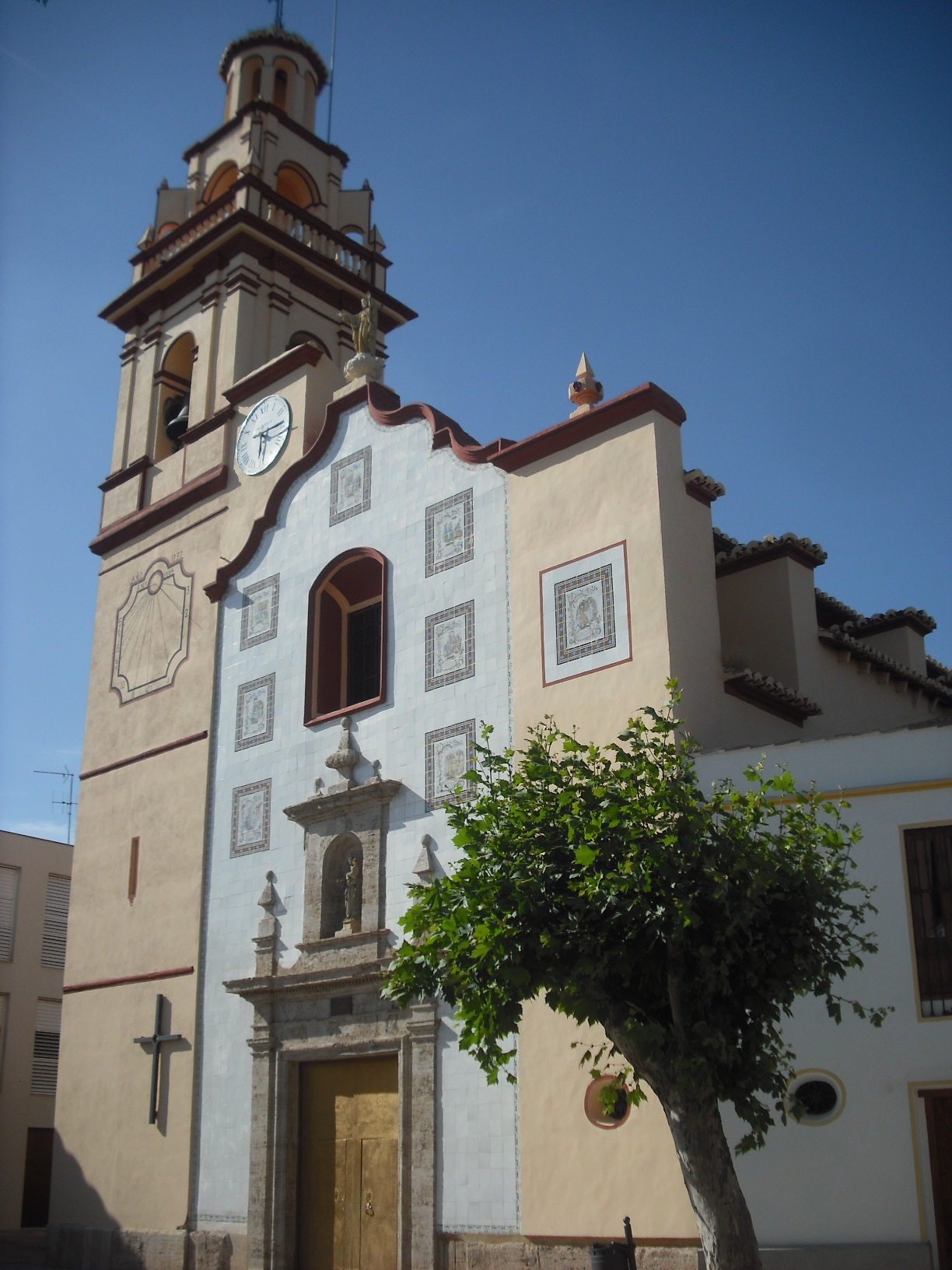
Església de Sant Josep

- Església Parroquial de Sant Josep. En la primera meitat del segle xviii va ser construïda la nova església, que va haver de ser ampliada en 1887. Des de 1902 és parròquia independent.[11]

- Església de la Mare de Déu del Carme. Es va construir al voltant de 1970 a la platja de la Pobla de Farnals i té planta circular. Es tracta d'una edificació exempta, els paraments exteriors de la qual estan realitzats en rajola, i la resta de l'obra, en formigó. El presbiteri té forma de lent biconvexa, tenint tots els seus elements forma cilíndrica de diverses altures i seccions d'acord amb la seua finalitat.[1]

## Festes
- Festes Majors. Se celebren durant la segona setmana de setembre, en honor de sant Fèlix Màrtir, sant Josep Obrer, sant Francesc i la Immaculada Concepció.

- Festes de la platja de la Pobla de Farnals. Al llarg del mes de juliol.

- Festes de la Verge del Carme. Durant la segona setmana d'agost.